# Вейтц, Пол Джозеф
Пол Джозеф Вейтц (англ. Paul Joseph Weitz; 	25 июля 1932 — 23 октября 2017) — астронавт НАСА. Совершил два космических полёта — в качестве пилота на космическом корабле «Скайлэб-2» и в качестве командира шаттла Челленджер — STS-6, совершил два выхода в открытый космос.

## Рождение и образование
Родился 25 июля 1932 года в городе Эри, штат Пенсильвания. Окончил среднюю школу в городе Хабекрик в Пенсильвании. В 1954 году окончил Университет штата Пенсильвания и получил степень бакалавра наук по авиационной технике. В 1964 году в Аспирантуре Высшей школы ВВС США получил степень магистра наук по авиационной технике.

## Военная карьера
На службе в ВМС США с 1954 года, после прохождения военной подготовки в Университете штата Пенсильвания на курсах подготовки в Военно-морском корпусе подготовки офицеров запаса. В 1954—1955 годах служил на борту эскадренного миноносца, затем был направлен на лётную подготовку, которую окончил в сентябре 1956 года. До своего зачисления в отряд астронавтов проходил службу в различных частях и соединениях авиации ВМС. Принимал участие в боевых действиях во Вьетнаме. Воинские звания: в 1966 году получил звание лейтенант (капитан III ранга) ВМС, ушел в отставку в звании капитан I ранга ВМС. Имеет общий налёт около 7 700 часов, из них более 6 400 часов — на реактивных самолётах.

## Космическая подготовка
В апреле 1966 года был зачислен в отряд астронавтов НАСА во время пятого набора. После прохождения подготовки получил назначение в Отдел астронавтов НАСА.

## Космические полёты
- Первый полёт Скайлэб-2[7] с 25 мая по 22 июня 1973 года в качестве пилота первой экспедиции на станцию Скайлэб. Стартовал и совершил посадку на корабле Аполлон CSM-116. Во время полёта выполнил два выхода в открытый космос: 26.05.1973 — продолжительностью 40 минут; 19.06.1973 — продолжительностью 1 час 36 минут. Продолжительность полёта составила 28 суток 00 часов 50 минут[8]. Прошел подготовку в качестве пилота шаттла.
- Второй полёт — STS-6[9], «шаттл Челленджер». Стартовал в космос 4 апреля 1983 года в качестве командира экипажа, приземление 9 апреля. Продолжительность полёта составила 5 суток 00 часов 24 минуты[10].

Продолжительность работ в открытом космосе — 2 часа 16 минут. Продолжительность полётов — 33 суток 1 час 14 минут 31 секунда. Ушел из отряда астронавтов в 1988 году.

## Профессиональная деятельность
С 1988 года по май 1994 года работал заместителем директора Космического центра имени Линдона Джонсона.

## Последние годы
Последние дни своей жизни провёл в доме для престарелых в городе Флагстафф (штат Аризона), где и умер на 86-м году жизни 23 октября 2017 года от миелодиспластического синдрома (форма рака).

## Награды
Награждён: Медаль «За выдающуюся службу» (ВМС США), пять Воздушных медалей (США), * Медаль «За выдающуюся службу» (НАСА), Медаль «За космический полёт», Диплом Комарова Международной авиационной федерации, Медаль «За космический полёт».

## Семья
Жена — Сьюзанн М. Берри. Дети: Мэтью Дж.(род. 23.09.1958) и Синтиа Э.(род. 25.09.1961). Увлечения: охота и рыбалка.

## Членство в организациях
Был членом Американского общества астронавтики (AAS).
Мастер масон ложи Лоуренс номер 708, Эри, штат Пенсильвания.